# Lipa, Grebinj
Lipa (nemško Lind) je naselje v Občini Grebinj v Okraju Velikovec na Koroškem v Avstriji.